# Frédéric Thoraval
Frédéric Thoraval (* 18. Februar 1973 in Lorient) ist ein französischer Filmeditor.

## Leben
Thoraval begann seine Karriere im Bereich Filmschnitt als additional editor zu Beginn der 2000er Jahre. Er war an verschiedenen Produktionen von Luc Besson beteiligt, wie bspw. Kiss of the Dragon (2001) und Taxi 3 (2003). Es folgen weitere gemeinsame Filme. 2004 war Thoraval erstmals als eigenständiger Editor für einen Film tätig: Ghettogangz – Die Hölle vor Paris, ebenfalls eine Besson-Produktion.  Häufig arbeitet er dabei mit dem Regisseur Pierre Morel zusammen.
Im Sommer 2021 wurde Thoraval Mitglied der Academy of Motion Picture Arts and Sciences.
Die Arbeit an Promising Young Woman (2021) brachte Thoraval die Nominierung für verschiedene Filmpreise ein, darunter den British Academy Film Award, den Eddie Award der American Cinema Editors sowie den Oscar. 

## Filmografie (Auswahl)
- 2004: Ghettogangz – Die Hölle vor Paris (Banlieue 13)
- 2005: Angel-A
- 2006: Bandidas
- 2008: 96 Hours (Taken)
- 2010: From Paris with Love
- 2011: The Assault (L'assaut)
- 2012: Safe – Todsicher (SAFE)
- 2012: Sinister
- 2013: Dead Man Down
- 2015: The Gunman
- 2016: Lady Bloodfight
- 2017: Unforgettable: Tödliche Liebe (Unforgettable)
- 2018: Peppermint: Angel of Vengeance (Peppermint)
- 2020: Promising Young Woman
- 2021: The Black Phone
- 2022: Rebel – In den Fängen des Terrors (Rebel)
- 2025: The Gorge